# 魔物獵人 世界：冰原
《魔物獵人 世界：冰原》是卡普空於2018年推出的動作角色扮演遊戲《怪物猎人 世界》的资料片。該公司于2019年9月发布PlayStation 4和Xbox One版本的遊戲资料片，并于2020年1月發佈Microsoft Windows版本的遊戲资料片。该游戏资料片的销量超过850万份。
《冰原》资料片故事衔接《怪物猎人 世界》本章剧情，新增地图、怪物、任务等等内容，内容量与系列其他作品的扩展包保持一致。2019年6月，卡普空在PlayStation 4主机上放出限时《冰原》测试版，不论玩家是否有游戏本体，均可下载体验新DLC。《怪物猎人 世界：冰原》将成为游戏唯一一个主要扩展包，将本作游戏剧情画上圆满句号。未来只提供小型免费DLC，改进系统或新增怪物。
开发团队认为《冰原》的内容量与系列其他作品的扩展包内容量差不多，例如前作《怪物猎人4》的强化版《怪物猎人4G》。与前作类似，《冰原》在下位和上位的基础上，新增G级难度。由于西方玩家对G级术语不了解，游戏将G级重命名为「MASTER级」。MASTER难度比上位更要困难，同时奖励更加丰富。MASTER等级获得的素材可以用来锻造更加强大的武器和装备。开发团队认为《冰原》的难度曲线比游戏本体更加大，游戏本篇需要照顾对游戏机制不熟悉的玩家，帮助他们熟练游戏内容，然而进入《冰原》的玩家已经足够熟练应对挑战。
永霜冻土是《冰原》资料片中新增的最主要生态地图，其寒冷的苔原气候让玩家需要抵御严寒，并在雪地中穿行。新增挑战的同时，新的工具和装备也为游戏提供更多便利。例如新增的怪物驾驭功能可以将部分小型怪物可以训练成随从，将猎人送往目的地或一边追踪目标一边做好各类狩猎准备。《冰原》继续扩大装备幻化的选择性，部分普通装备可以成为外观装备，玩家在保持装备属性和技能的前提下搭配喜爱的装备造型。现有的武器装甲可以继续向上升级，新的MASTER等级怪物掉落MASTER等级素材，可锻造套装的G级版本。武器衍生锻造增加，所有武器也增加了新动作要素。新增的飞翔爪动作可以快速接近怪物。开发者注意到部分玩家进入《冰原》前并没能完成本章的内容，因此飞翔爪和所有新武器工作要素购买资料片后，不需要进入《冰原》，在本章中就可以使用，有利于推进游戏序章剧情的“守护者系列”防具使本章怪物应对起来更加容易。
《冰原》中也有部分内容免费提供给仅持有游戏本体的玩家。例如多人游戏难度改善对所有玩家生效。更新前，游戏只区分单人狩猎和多人狩猎，其他玩家加入后，游戏难度更改成多人难度，怪物的血量比例增加，但其他玩家退出后，难度并不会减弱。《冰原》中不仅新增了双人游戏难度，而且游戏难度根据在场玩家人数而改变。这意味着如果其他玩家离开游戏，游戏难度会降回單人或雙人難度。